# Litophyton rigidum
Litophyton rigidum is een zachte koraalsoort uit de familie Alcyoniidae. De koraalsoort komt uit het geslacht Litophyton. Litophyton rigidum werd voor het eerst wetenschappelijk beschreven door Light. 